# Энтомофтора мушиная
Энтомо́фтора муши́ная (лат. Entomóphthora múscae) — хорошо изученный вид энтомопатогенных грибков, поражающий взрослых двукрылых определённых семейств (Muscidae, Calliphoridae, Sarcophagidae, Tachinidae, Drosophilidae, Scatophagidae, Culicidae и Syrphidae). Это грибковое заболевание впервые описано Фердинандом Коном в 1855 году в эпизоотии домовых мух. На протяжении многих лет этот вид грибков использовался как инсектицид.

## Проявление
Заражение домашних мух выражается в выпрямленных лапах, стоящих параллельно телу крыльях и вздутом брюшке. Межсегментальные мембраны вздутого брюшка придают трупу характерный узор. Предпочитаемым местом грибка является ротовая полость, по которой он попадает внутрь мухи. Сияние конидия часто окружает труп, что чётко можно увидеть на поверхности стекла.[прояснить] Освобождение трупа от конидия называется «крошением конидия». Болезнь передаётся через непосредственное касание здоровой мухи к заражённому трупу другой мухи.